# Cromary
Cromary és un municipi francès situat al departament de l'Alt Saona i a la regió de Borgonya - Franc Comtat. L'any 2007 tenia 222 habitants.

## Demografia

### Població
El 2007 la població de fet de Cromary era de 222 persones. Hi havia 94 famílies, de les quals 24 eren unipersonals (16 homes vivint sols i 8 dones vivint soles), 31 parelles sense fills i 39 parelles amb fills.
La població ha evolucionat segons el següent gràfic:
Habitants censats

### Habitatges
El 2007 hi havia 103 habitatges, 91 eren l'habitatge principal de la família, 7 eren segones residències i 5 estaven desocupats. 91 eren cases i 12 eren apartaments. Dels 91 habitatges principals, 70 estaven ocupats pels seus propietaris, 17 estaven llogats i ocupats pels llogaters i 4 estaven cedits a títol gratuït; 1 tenia una cambra, 1 en tenia dues, 11 en tenien tres, 19 en tenien quatre i 59 en tenien cinc o més. 77 habitatges disposaven pel capbaix d'una plaça de pàrquing. A 36 habitatges hi havia un automòbil i a 52 n'hi havia dos o més.

### Piràmide de població
La piràmide de població per edats i sexe el 2009 era:
| Homes | Edats   | Dones |
| ----- | ------- | ----- |
| 0     | 95 o +  | 0     |
| 0     | 90 a 94 | 0     |
| 0     | 85 a 89 | 0     |
| 0     | 80 a 84 | 0     |
| 4     | 75 a 79 | 4     |
| 4     | 70 a 74 | 4     |
| 0     | 65 a 69 | 0     |
| 12    | 60 a 64 | 8     |
| 12    | 55 a 59 | 8     |
| 8     | 50 a 54 | 4     |
| 4     | 45 a 49 | 0     |
| 4     | 40 a 44 | 4     |
| 4     | 35 a 39 | 4     |
| 4     | 30 a 34 | 8     |
| 16    | 25 a 29 | 4     |
| 0     | 20 a 24 | 12    |
| 0     | 15 a 19 | 4     |
| 0     | 10 a 14 | 0     |
| 0     | 5 a 9   | 4     |
| 0     | 0 a 4   | 12    |

## Economia
El 2007 la població en edat de treballar era de 137 persones, 106 eren actives i 31 eren inactives. De les 106 persones actives 97 estaven ocupades (49 homes i 48 dones) i 10 estaven aturades (5 homes i 5 dones). De les 31 persones inactives 16 estaven jubilades, 3 estaven estudiant i 12 estaven classificades com a «altres inactius».

### Ingressos
El 2009 a Cromary hi havia 94 unitats fiscals que integraven 237,5 persones, la mediana anual d'ingressos fiscals per persona era de 18.669 €.

### Activitats econòmiques
Dels 3 establiments que hi havia el 2007, 1 era d'una empresa de fabricació d'altres productes industrials, 1 d'una empresa d'hostatgeria i restauració i 1 d'una empresa financera.
L'any 2000 a Cromary hi havia 3 explotacions agrícoles.

## Poblacions més properes
El següent diagrama mostra les poblacions més properes.